# Şehzade Mahmud

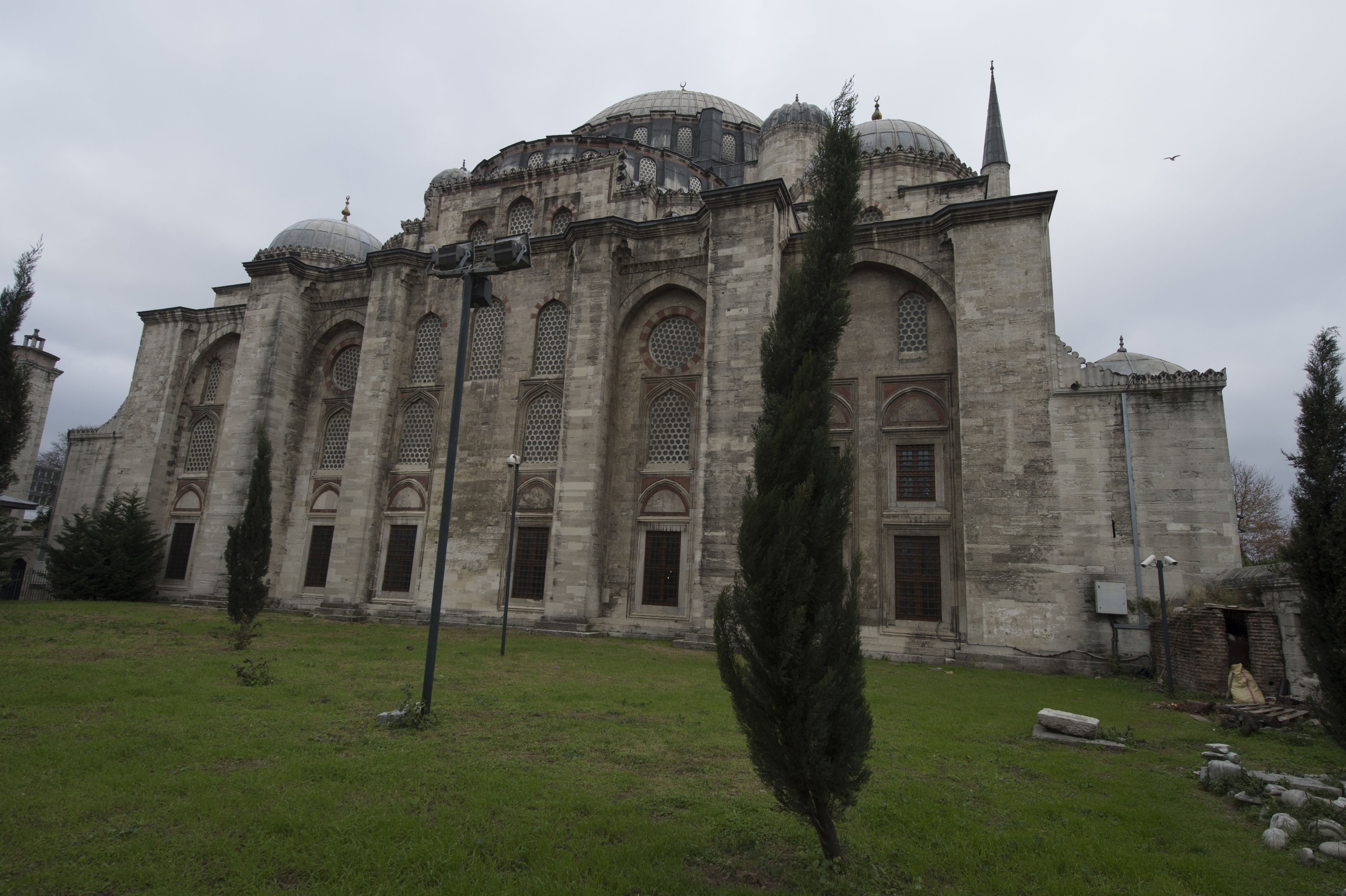
Das Grabmal von Şehzade Mahmud befindet sich in der Şehzade-Moschee in Istanbul

Şehzade Mahmud (* um 1587 in Manisa; † 7. Juni 1603 in Istanbul) war ein osmanischer Prinz („Şehzade“) und Sohn von Sultan Mehmed III. Er war der Enkel von Sultan Murad III. und Safiye Sultan, der Halbbruder von Ahmed I. und Bruder von Mustafa I.

## Leben
Şehzade Mahmud wurde um 1587 in Manisa geboren, wo sein Vater noch als Prinz Sandschakbey des Sandschak Saruhan war. Seine Mutter war Halime Sultan. Mahmud wurde gemeinsam mit seinen Brüdern von Mustafa Efendi unterrichtet, der 1592 von Mehmed III. zur Ausbildung der Söhne angestellt worden war. Als Murad III. 1595 starb, bestieg Şehzade Mehmed als Mehmed III. den Thron und Mahmud kam mit seinem Vater nach Istanbul.
Mahmud war früh bestrebt, den Palast zu verlassen und Verantwortung als Feldherr zu übernehmen, was ihn bei den Janitscharen sehr beliebt machte. In der Hoffnung, die Aufstände in der Provinz zu zerschlagen und den Siegeszug der Safawiden zu stoppen, bat Mahmud seinen Vater, ihm das Kommando über die Armee zu übertragen, doch Mehmed verweigerte dies. Nach türkischer Tradition sollten alle Prinzen im Rahmen ihrer Ausbildung als Provinzgouverneure (Sandschakbeys) tätig sein. Da Mahmud jedoch sehr jung war, wurde er wegen der Celali-Aufstände, des Langen Türkenkrieges zwischen der Habsburgermonarchie und dem Osmanischen Reich um die Fürstentümer Walachei, Siebenbürgen und Moldau auch nicht in die Provinz geschickt.
Mahmud erkannte bald, wie stark der Einfluss seiner Großmutter und Valide Sultan Safiye auf den Sultan war und dass im Grunde sie die Regierungsgeschäfte führte. Das angespannte Verhältnis wurde auch von der Ablehnung der Mutter durch die Großmutter belastet. Bald verbreiteten sich Gerüchte über eine Verschwörung, Mehmed zu vergiften, um Mahmud zum Befehlshaber des Reiches zu machen. Unter den Wesiren des Rates wurde diskutiert, welcher der Söhne des Sultans zum Thronfolger ernannt werden sollte. Die Wesire waren gespalten: eine Gruppe unterstützte Mahmud, eine andere seinen Bruder Ahmed. Einem weiteren Gerücht zufolge würde Mahmud, falls die Verschwörung zur Ermordung des Sultans scheitern sollte, heimlich in eine Provinz gebracht, wo er leicht eine Armee zusammenstellen und um den Thron kämpfen könnte.
Mahmuds Mutter Halime sandte 1603 eine Nachricht an einen religiösen Seher, weil sie wissen wollte, wie lange ihr Ehemann regieren würde und ob ihr Sohn nächster Sultan werden würde. Der Mann antwortete, aber die Nachricht wurde von Abdürrezzak Agha, dem obersten schwarzen Eunuchen des Harems, abgefangen und an Mehmed und Safiye weitergeleitet. Die Nachricht besagte, dass Mehmed innerhalb von sechs Monaten kein Sultan mehr sein würde und Mahmud der nächste Sultan sein würde. Safiye las die Nachricht und stachelte Mehmed III. auf. Der ließ Mahmud befragen, ob er etwas von der Nachricht seiner Mutter wusste. Mahmud wurde eingesperrt und mit 200 Schlägen gefoltert, um ein Geständnis zu erzwingen. Nach zwei Tagen wurde er erneut gefoltert, aber die Befragung blieb ergebnislos. Dann wurde seine Mutter befragt und gestand bald, dass sie dem religiösen Seher eine Nachricht geschickt hatte, um etwas über die Zukunft ihres Sohnes zu erfahren, ohne jedoch die Absicht gehabt zu haben, ihrem Mann schaden zu wollen. Doch die Aussage befriedigte weder Mehmed noch dessen Mutter Safiye.
Der Sultan beschloss, sich mit seinem Großwesir Yemişçi Hasan Pascha und dem Mufti Ebülmeyamin Mustafa Efendi zu beraten. Er forderte vom Mufti ein Rechtsgutachten, ob er seinen Sohn hinrichten könne oder nicht. Der Mufti äußerte die Meinung, dass er seinen Sohn nicht ohne Zeugen hinrichten dürfe und er nur mit der Begründung hingerichtet werden könne, dass sein Tod den Vater befriedigen würde.
Mahmud wurde am 7. Juni 1603 von vier Taubstummen in einem Haremraum hingerichtet, während Mehmed III. draußen wartete. Nachdem sein Befehl ausgeführt worden war, betrat Mehmed den Raum, um sich zu überzeugen, dass Mahmud wirklich tot war. Mahmuds Anhänger, die an der „Verschwörung“ beteiligt gewesen sein sollen, wurden ins Meer geworfen. Es wurde gemunkelt, dass auch seine Mutter hingerichtet wurde, diese wurde jedoch Ende Juni in den Eski Saray geschickt.
Mehmed starb nur sechseinhalb Monate später am 22. Dezember 1603. Mehmeds Sohn Ahmed bestieg den Thron als Sultan Ahmed I. Mahmud, der zunächst einfach begraben worden war, wurde auf Befehl seines Bruders Ahmed mit einer Bestattungszeremonie in der Şehzade-Moschee in Istanbul beigesetzt. Ahmed schickte Safiye Sultan im Januar 1604 zusammen mit seinem Bruder Mustafa in den Eski Saray. Er ersetzte außerdem den obersten schwarzen Eunuchen des kaiserlichen Harems, Abdürrezzak Agha, durch Cevher Agha, weil Abdürrezzak an Mahmuds Hinrichtung beteiligt war.